# Канонджі

Кано́нджі (яп. 観音寺市, かんおんじし, МФА: [kan.ond͡ʑi ɕi̥]?) — місто в Японії, в префектурі Каґава. Розташоване в південно-західній частині префектури, на узбережжі моря Хіучі, складової частини Внутрішнього Японського моря..    Отримало статус міста 1955 року. Площа становить 117,47 км². Станом на 1 липня 2012 року населення складало 62 029  осіб, густота населення — 528 осіб/км².     

## Короткі відомості
Засноване 1 січня 1955 року шляхом злиття таких населених пунктів:
- містечка Канонджі повіту Мітойо (三豊郡観音寺町)
- села Такамуро (高室村)
- села Токіва (常磐村)
- села Куніта (柞田村)

Основою економіки міста є переробка морепродуктів і туризм.
У Канонджі є монастирі Джінне та Каннон, парк гори Котохікі та велетенська піщана картина стародавньої монети з написом «Кан'ей-цухо» на пляжі Аріаке.